# Dust to Dust
Dust to Dust är det franska power metal-bandet Heavenlys tredje studioalbum, utgivet i januari 2004 på Noise Records och i Japan på Nexus i mars samma år.
Det är ett konceptalbum där handlingen kretsar runt en vampyrs kamp för att stå emot sina drifter och förgöra den som skapade honom.
Skivan skulle bli den sista med gitarristen Frédéric Leclercq, basisten Pierre-Emmanuel Pélisson och trummisen Maxence Pilo.

## Låtlista
1. "Ashes to Ashes..." – 1:54
2. "Evil" – 6:13
3. "Lust for Life" – 6:13
4. "Victory (Creature of the Night)" – 6:51
5. "Illusion Part I" – 2:08
6. "Illusion Part II (The Call of the Wild)" – 5:02
7. "The Ritual" (instrumental) – 0:57
8. "Keepers of the Earth" – 6:15
9. "Miracle" – 9:08
10. "Fight for Deliverance" – 6:57
11. "Hands of Darkness" – 5:33
12. "Kingdom Come" – 8:11
13. "...Dust to Dust" – 4:51

Bonusspår på den japanska utgåvan
1. "...Dust to Dust" (Japanese Lyrics Version) – 4:56

## Medverkande
Musiker
- Ben Sotto – sång, keyboard
- Charley Corbiaux – gitarr
- Frédéric Leclercq – gitarr, bakgrundssång
- Pierre-Emmanuel Pélisson – basgitarr
- Maxence Pilo – trummor

Bidragande musiker
- Philippe "Bill" Billoin – piano

Produktion
- Sascha Paeth – producent, mixning, mastering
- Philip Colodetti – mixning, mastering
- Ferdy Doernberg – inspelningstekniker
- Jan Meininghaus – omslagskonst
- Marisa Jacobi – design
- Jeffrey Delannoy – foto